# Foxhound anglais
Pour les articles homonymes, voir Foxhound.
Le foxhound anglais est une race de chien originaire du Royaume-Uni. C'est un chien courant de grande taille, puissant et bien proportionné, créé pour la chasse au renard (comme son nom l'indique fox signifiant « renard » et hound, « chien courant »). Le livre des origines des maîtres d’équipage de l'association anglaise du foxhound Masters of Foxhounds date du XVIIIe siècle.

## Historique

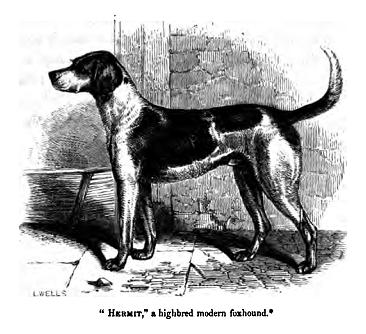
Un foxhound anglais en 1859 selon Stonehenge.

Le livre des origines des maîtres d’équipage (Masters) de l'association anglaise du Foxhound Masters of Foxhounds date du XVIIIe siècle. Le propriétaire d'un foxhound peut aisément retracer la généalogie de son chien. Il a existé jusqu'à 250 meutes de foxhounds en Grande-Bretagne. Le Kennel Club anglais a republié un standard intérim pour le foxhound. La fédération cynologique internationale (FCI) a reconnu cette race en 1964. L’Association Internationale du Foxhound a été créé e en 2012 afin de soutenir et promouvoir le Foxhound en tant que ‘Working Breed’ de la même manière que le Border Collie.

## Standard

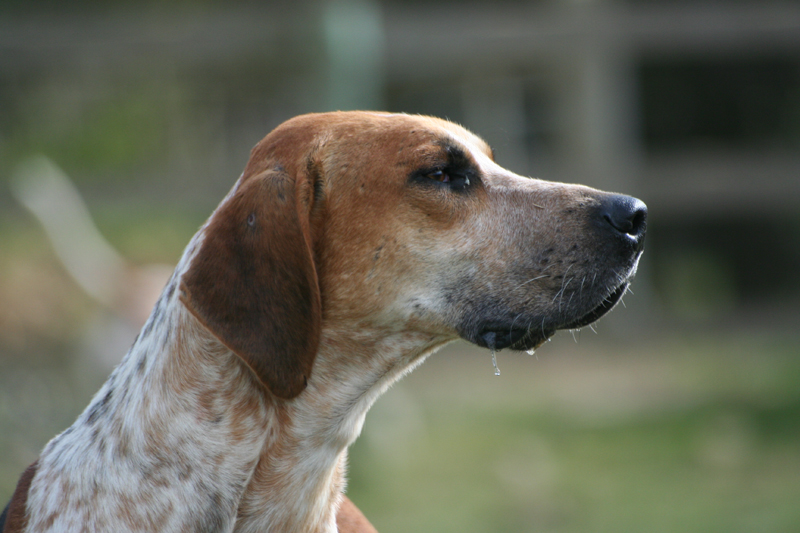
Portrait d'un foxhound anglais.

Le foxhound anglais est un chien courant de grande taille, puissant et bien proportionné. Attachée haut, la queue est portée dressée et jamais enroulée sur le dos. La tête est bien proportionnée, avec un crâne plat de largeur moyenne et un stop peu marqué. De grandeur moyenne, ses yeux sont de couleur noisette ou brun. Les oreilles sont attachées haut et tombent bien accolées aux joues. Le poil est court et dense, résistant aux intempéries. Toutes les couleurs de la robe des chiens courants sont acceptées.

## Caractère
Le standard FCI décrit le foxhound anglais comme un chien débordant de force et d'endurance, naturellement chasseur. C'est une race amicale et non agressive.

## Utilité

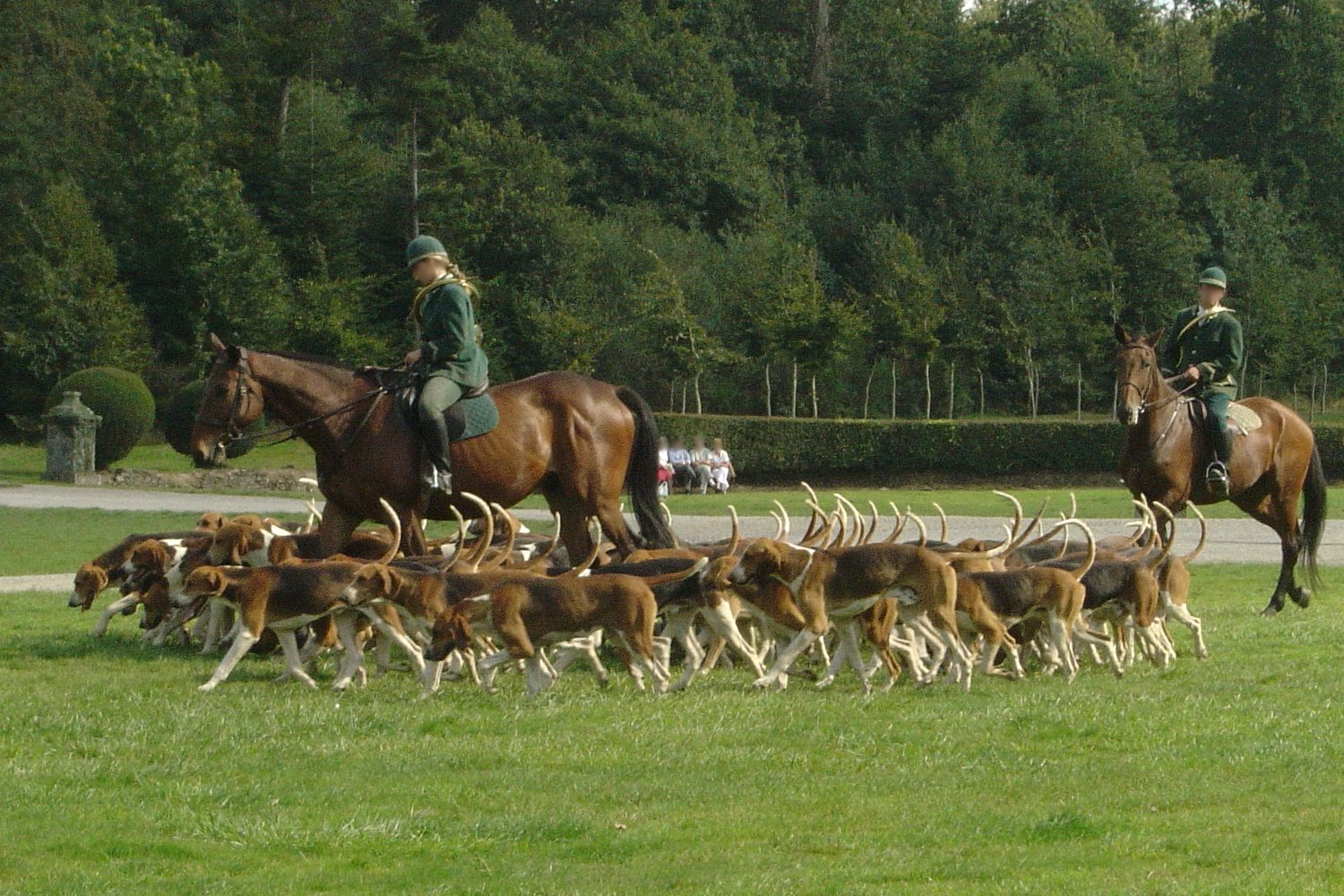
Meute de foxhounds anglais.

Le foxhound anglais est employé pour la chasse au renard, sous forme de chasse à courre à cheval selon la coutume anglaise. Il peut également être un chien de compagnie grâce à son caractère doux, mais il est indépendant, difficile à dresser et demande beaucoup d'exercices physiques.